# 藤原和人
藤原 和人（ふじわら かずひと 1938年（昭和13年）1月8日 - 2009年（平成21年）10月12日 ）は、日本の大蔵官僚、銀行家。十八銀行頭取、国土事務次官(旧・国土庁)。

## 来歴・人物
東京都立日比谷高等学校、東京大学法学部第2類（公法コース）卒業。1962年（昭和37年）、大蔵省入省。主計局法規課に配属。1964年（昭和39年）6月に近畿財務局理財部。1965年（昭和40年）6月に経済企画庁国民生活局物価政策課。1968年（昭和43年）7月に岩見沢税務署長。
1971年（昭和46年）7月 外務省在フランス大使館一等書記官、1974年（昭和49年）7月 国際金融局短期資金課長補佐、1976年（昭和51年）7月 大臣官房調査企画課長補佐、大臣官房秘書課長補佐、1977年（昭和52年）5月 大臣官房企画官（兼大臣官房秘書課）などを経て、1979年（昭和54年）7月に主計局主計企画官（調整担当）。
1981年（昭和56年）7月に主計局主計官（総理府、司法・警察担当）。銀行局保険部保険第一課長、銀行局特別金融課長、銀行局銀行課長などを経て、1986年（昭和61年）6月に銀行局総務課長。1987年（昭和62年）6月25日に東海財務局長。1988年6月15日に近畿財務局長。1989年（平成元年）6月、理財局次長（理財担当）。財政金融研究所長を経て、1991年（平成3年）10月、日本銀行政策委員会大蔵省代表委員に就任。1992年6月23日、国土庁に転出し、官房長に。1994年7月1日、国土庁事務次官となる。また阪神・淡路大震災における総理府阪神・淡路復興対策本部事務局長も歴任した。
農林漁業金融公庫副総裁を経て、2000年（平成12年）6月から十八銀行頭取に就任。2007年（平成19年）6月に同行頭取退任後、同行取締役会の指名委員会及び報酬委員会委員長に就任するも、2009年（平成21年）に体調不良を理由に顧問に退いた。同年10月12日、都内の病院で逝去。叙正四位。

## 同期入省
小川是（JT会長、大蔵次官、国税庁長官）、藤井威（内閣官房内閣内政審議室長、理財局長）、津野修、江沢雄一（国際金融局長）、松田篤之（造幣局長）、真鍋光広（衆議院議員）など。